# Cécile Monnier
Pour les articles homonymes, voir Pierre Monnier et Monnier.
Cécile Monnier (née Thuret le 13 juillet 1866 à Lurcy-Lévis et morte le 23 février 1956 à Pouzy-Mésangy), mère de Pierre Monnier, est un médium français qui affirme avoir reçu de l'au-delà, du 5 août 1918 au 19 janvier 1937, par psychographie directe, des messages de son fils mort au combat en 1915.

## Biographie
Pierre Monnier, né en 1891, arrière-arrière-petit-fils du maréchal Gabriel Jean Joseph Molitor et arrière-arrière-petit-neveu du maréchal Ney, terminait sa seconde année de service militaire à la déclaration de la guerre. Sur sa demande, il partit pour le front le 6 août, comme sous-lieutenant de réserve du 46e régiment d'infanterie. Il prit part à divers engagements en Belgique, à Stenay. 
A Fossé, dans la Meuse, une balle lui traversa l’épaule ; malgré sa blessure, il demeura à la tête de ses hommes jusqu’à la fin du combat, ne consentant à être évacué qu’après la prise des tranchées allemandes. A peine guéri, nous le retrouvons en Argonne où il est nommé lieutenant.
Il mourut sur le front d'Argonne, au ravin des Meurissons, le 8 janvier 1915, à l'âge de 23 ans, "en se lançant au-devant d’ennemis qui avaient forcé la première ligne de tranchées, il fut atteint d’une balle au cœur".
Le lundi 5 août 1918, Madame Monnier perçoit intérieurement un ordre que son fils lui donne :
Ne pense à rien ! Ecris !
Elle cherche un crayon, prend un petit carnet de comptes et note :
Oui, c’est moi qui t’ai demandé d’écrire. Je crois que par ce moyen nous arriverons à communiquer bien plus facilement. Je suis si heureux de pouvoir te parler comme autrefois…
L'originalité des messages retranscrits, par rapport à d'autres messages de fils disparus à leur mère (Jeanne Morrannier, Marcelle de Jouvenel) ou leur père (Paul Gourvennec), est de provenir d'un milieu protestant où les idées de survie après la mort étaient regardées avec toute la méfiance que peuvent projeter sur elles des textes bibliques pris à la lettre, comme la communication de Saül avec l'âme du prophète Samuel (dans I Sm. 28).

## Contenu de ses messages
Dans ses messages supposés venir de l'au-delà, Pierre Monnier développe de nombreuses idées théologiques.

### Véracité des textes bibliques
- Il affirme que saint Jean est bien l’auteur principal et le témoin direct et même privilégié de la vie de Jésus [2]. Pierre Monnier parle dans ses messages de la complexité de la rédaction de l'Évangile puisqu’il évoque également le rôle joué dans sa rédaction par les fils spirituels de ce Jean.
- Il attribue l’Épître aux Hébreux à Silas[3].
- Il défend l'idée selon laquelle si les évangiles ne rapportent pas toujours la phrase textuelle prononcée par Jésus, c’est bien « Sa pensée et Sa volonté qui se sont manifestées par l’intermédiaire des apôtres », dans les synoptiques comme chez Jean[4].
- Il pense que l'Ancien Testament peut contenir des erreurs matérielles mais qui ne sont pas gênantes pour la foi car il ne contient pas d'erreurs spirituelles[4].

### Le Christ
- Il confirme la conception virginale du Christ et insiste sur le rôle de Marie[3]. Jésus est né d’une femme, fille de David, pour accomplir la promesse de Dieu ; mais Jésus n’eut point de père selon la chair[5].
- Il affirme que l’étoile de Bethléem fut un ange délégué par Dieu[3].
- Il évoque la descente de Jésus après sa propre mort au séjour de ceux qui étaient morts avant lui qui n'est pas un mythe mais correspond à la réalité décrite par saint Pierre[6] de la prédication du Christ dans l'au-delà et explique que certains décédés sont missionnés par Dieu pour prêcher l'Évangile à ceux qui ne l'ont pas connu sur la Terre[7],[Note 1].

### Sacrements
Les messages attribués à Pierre Monnier défendent la confession qui est « l'un des rites les plus nécessaires à l'efficacité spirituelle du baptême purificateur. » Il affirme aussi qu'il y a une grande lacune dans le culte protestant : la rareté de la communion. Selon Pierre, celle-ci n’est pas un symbole.
Selon les messages, le rameau protestant du christianisme dont pourtant est issu Pierre Monnier néglige ce devoir primordial et indispensable.

### Matière et esprit
Selon les messages attribués à Pierre :
- il n'y a pas de séparation entre le monde matériel et le monde spirituel, entre le monde visible et le monde invisible, l'esprit et la matière étant la même chose mais à un degré différent de condensation[11] ;
- l'homme est en esprit composé de la même substance que Dieu et en ce sens Dieu est pleinement notre Père, cette consubstantialité n'étant entre homme et Dieu conservée sans altération que dans le Christ[12],[Note 2] ;
- les âmes sont des vibrations de la substance divine, qui comme toute vibration est produite par le prolongement d'une impulsion, donnée par un « centre d'attractions et de répulsions simultanées et alternatives, qui font que cette vibration partie du centre initial et moteur, tend à revenir vers son point de départ. L'âme, née de Dieu, consubstantielle à la nature de Dieu, souffre de l'éloignement et vient reprendre sa force actionnante dans son élément naturel : Dieu lui-même[13]. »

### Rédemption sur Terre
Le Christ peut demander à certains de partager cette souffrance dans la perspective de leur salut et il ne faut accepter la souffrance ou même ne la chercher que si Dieu la demande et selon sa volonté. La souffrance acceptée par amour n'est pas toujours envoyée par Dieu mais il la permet pour le salut des pécheurs. Pierre évoque les âmes atteintes par le « Doigt de Dieu : Christ. [...] ce Doigt pénètre au plus profond de l'organisme spirituel des créatures, les blesse comme un bistouri, manié par un guérisseur, insouciant de la souffrance causée, si cette souffrance doit ramener la vie qui menace de s'éteindre. Dans la blessure salvatrice, il est possible de discerner le mal caché jusqu'alors... une gangrène sournoise, qui ronge et détruit mortellement ; mais aussitôt les soins tendres et constants s'exercent - j'ai bien dit tendres, bien qu'ils soient sans pitié semble-t-il ! Le souffrant se débat, le souffrant pleure... et la blessure est délicatement débridée, car rien ne compte plus que le salut qui rend nécessaire cette cruauté miséricordieuse. »

### Rédemption dans l'au-delà
Les messages affirment que le Christ est descendu dans les régions des « ténèbres du dehors » avant même de consoler les apôtres désolés afin d'« apporter aux âmes en détresse la certitude glorieuse qu’il y avait pour elle une lumière sur le chemin de la sombre vallée des regrets et des larmes. » Selon les messages, le repentir est possible dans la patrie spirituelle où les anges de l’Éternel s’emploient aux rachats des condamnés qui ne sont pas sans espérance. La descente de Jésus après sa propre mort au séjour de ceux qui étaient morts avant lui qui n'est pas un mythe mais correspondrait bien à la réalité décrite par saint Pierre dans le Nouveau Testament.

### Origine de l'homme
Selon les messages, il y eut des hommes antérieurs à celui que la Bible appelle Adam ; l'humanité évoluait lentement au-dessus de l'animalité mais lorsque l'homme appelé Adam reçut le souffle spirituel de Dieu, il fut réellement le Premier Homme : « une ascendance avait existé et cet être primaire qui précédait Adam, avait peu à peu pris connaissance d'une Force toute-puissante qui le dominait : Dieu. La certitude de l'existence de Dieu fut cependant la naissance spirituelle de l'homme en Adam. [...] Adam serait le nom de l'humanité, arrivée, selon l'ordre de Dieu, à un sommet de l'évolution physique de son corps animal, et devenue par là capable de recevoir le souffle spirituel. Dieu avait préparé pour l'homme-esprit qui s'était révolté aux sphères célestes, le corps qui devait le recevoir et qui se développait lentement et graduellement, comme se formait le monde terrestre lui-même. »
Tout homme aurait une âme renfermant en elle le souffle de Dieu ; étant Dieu en l'homme, elle lui permet de dire comme Dieu : Je suis. Cette parcelle de l'homme, issue du souffle de Dieu est la personnalité qui demeure et est appelée à l'éternité. Les âmes seraient dans cette optique des substances spirituelles formées par Dieu, des "possibilités d'âmes", issues directement de la pensée créatrice de Dieu et que l'action conjugale appelle à la naissance définitive. Dieu ne rend indépendante cette parcelle de lui-même que pour lui permettre de s'anoblir car il aime la lutte qui glorifie toute victoire et sanctifie les combats.

### Péché originel
Selon les messages, l'homme préexistait à son apparition sur la terre comme esprit auprès de Dieu. C'est sa révolte qui l'a conduit à un exil volontaire sur la Terre, celle-ci étant un lieu de relèvement et d'expiation et non de châtiment, un champ d'épreuves. Sur terre, les âmes travaillent au relèvement de leur famille. Les souffrances qui semblent injustifiées correspondent à un avertissement ou à un châtiment non pas personnel mais solidaire et si les péchés des pères peuvent réagir sur les fils, il en est de même pour les efforts vers le bien. Le corps de chair est le résultat de l'orgueil et de la révolte de l'humanité. Il est injuste dans cette perspective de dire que la théorie du péché originel implique que Dieu a créé une humanité qui ne peut échapper au péché car ce péché originel a bien été commis par l'humanité avant la chair.

### Au-delà
Les messages affirment que les âmes peuvent avoir à effectuer un passage dans un plan d’amélioration et d’épreuve qui peut se comparer au Purgatoire de la théologie catholique : « Il n’y a pas à proprement parler d’autres châtiments que les remords, la honte d’avoir tant reçu et si peu fait fructifier les largesses de Dieu. Mais la charité divine reprend avec autant de douceur que de sévérité les coupables repentants quand ils recherchent avidement la perfection négligée sur la terre ».
Les messages évoquent une seconde mort qui conduit à la fin de l'âme rebelle à la volonté de Dieu : « L’âme qui se détruit elle-même se dispersera, perdant continuellement des parcelles de son tout ; Dieu est toujours prêt à la faire revivre par son amour incomparable si elle le veut mais sans ce désir elle retourne au néant. [...] rien ne meurt sinon l’âme qui a refusé de s’alimenter d’amour, le Pain de vie. Encore, cette âme meurt-elle en tant que personnalité, mais non pas comme force immanente : celle-ci retourne à la disposition de Dieu. [...] Les âmes qui refusent de soumettre leur volonté à celle de Dieu, par amour et dans l'amour, retournent au néant. La patience de Dieu a une limite il est dangereux de ne pas s’en souvenir. [...] Si notre obstination nous conduit à la seconde mort en détruisant notre être individuel, la matière spirituelle dont notre esprit est composé fait retour à la masse évolutive qui est à la disposition des énergies, concrètes ou diffuses, appelées par Dieu à des services multiples et variés. » 
Pierre Monnier affirme que l'inconscience ne suffit pas pour conduire l'âme à la seconde mort, c'est-à-dire à l'Enfer, mais la décision raisonnée de se refuser à l'amour. Pierre Monnier affirme néanmoins que la patience de Dieu va jusqu'à attendre la conversion de Satan,.
Selon les messages, après la mort, les êtres humains perdent leur corps matériel mais conservent un corps spirituel ayant la même apparence que le corps physiques, les infirmités en moins, avant même leur union à Dieu qui est le stade final de l'évolution spirituelle dans l'au-delà, union et non fusion qui laisse éternellement aux âmes leur identité propre.

## Ouvrages
- Cécile Monnier, Je suis vivant. Lettres de Pierre, soldat de France, soldat du Christ, t. 2, P. Leymarie, 1920, 455 p..
- Cécile Monnier, Lettres de Pierre, Bussière, 1923, 926 p..
- Cécile Monnier, Lettres de Pierre. I, 5 août 1918 - 31 juillet 1919, Fischbacher, 1928, 4 + 454 + 50.
- Cécile Monnier, Lettres de Pierre. II, 1er août 1919 - 30 juin 1920, Fischbacher, 1929, 465 + 62.
- Cécile Monnier, Lettres de Pierre. III, 14 juin 1920 - 20 août 1921, Fischbacher, 1929, 472 + 60.
- Cécile Monnier, Lettres de Pierre. IV, 21 août 1921 - 15 juillet 1923, Fischbacher, 1929, 456 + 68.
- Cécile Monnier, Lettres de Pierre. V, 27 juillet 1923 - 26 juillet 1927, Fischbacher, 1930, 484 + 43.
- Cécile Monnier, Lettres de Pierre. VI, 9 août 1927 - 7 juin 1931, Fischbacher, 1931, 429 + 44.
- Cécile Monnier, Lettres de Pierre. VII, 28 août 1931 - 9 janvier 1937, Fischbacher, 1948, 119 p..
- M. Stuart-Roussel, Introduction aux "Lettres de Pierre, Fischbacher, 1949.
- Cécile Monnier, Le chemin. Extraits des "Lettres de Pierre", Fischbacher, 1943, 209 p..
- Cécile Monnier, au-delà de la mort : messages extraits des "Lettres de Pierre", vol. 2, Fischbacher, 1948.
- Cécile Monnier, La souffrance : messages extraits des "Lettres de Pierre", Fischbacher, 1945, 230 p..
- Cécile Monnier (préf. Jean Prieur), Lettres de Pierre, t. 1, F. Lanore, 1980.
- Cécile Monnier (préf. Jean Prieur), Lettres de Pierre, t. 2, F. Lanore, 1982 (réimpr. 1993), 532 pages (lire en ligne).
- Cécile Monnier, Lettres de Pierre, t. 3, F. Lanore.
- Cécile Monnier, Lettres de Pierre, t. 4, F. Lanore, 1984 (réimpr. 1993), 532 p. (lire en ligne).
- Cécile Monnier, Lettres de Pierre, t. 5, F. Lanore, 1987 (réimpr. 1993), 532 p. (lire en ligne).
- Cécile Monnier, Lettres de Pierre, t. 6, F. Lanore, 1993, 532 p. (lire en ligne).
- Cécile Monnier, Lettres de Pierre, t. 7, F. Lanore, 1990, 127 p. (lire en ligne).